# Rock City (Version 2.0)
Albums de Royce da 5'9"
Death Is Certain
(2004)
Singles
1. Boom
Sortie : 14 décembre 1999
2. You Can't Touch Me
Sortie : 26 avril 2000
3. Rock City
Sortie : 5 janvier 2002

Rock City (Version 2.0) est le premier album studio de Royce da 5'9", sorti le 26 novembre 2002.
L'album s'est classé 6e au Heatseekers, 7e au Top Independent Albums et 29e au Top R&B/Hip-Hop Albums.

## Liste des titres
| No  | Titre                                                 | Contient un (des) sample(s) de | Durée |
| --- | ----------------------------------------------------- | --- | ----- |
| 1.  | It's Tuesday (intro)                                  | Something Has Got to Change de Butterscotch                                                                                                  | 3:02  |
| 2.  | Rock City (featuring Eminem)                          | | 4:14  |
| 3.  | Off Parole (featuring Tre Little)                     | | 6:05  |
| 4.  | My Friend                                             | Let's Have Some Fun des Bar-Kays Cross My Heart de Killah Priest featuring GZA et Inspectah Deck Friends de Whodini You Gots to Chill d'EPMD | 3:30  |
| 5.  | You Can't Touch Me                                    | Love and Happiness d'Al Green | 3:56  |
| 6.  | Mr. Baller (featuring Clipse, Pharrell et Tre Little) | | 4:26  |
| 7.  | Let's Go (featuring Twista)                           | Vieillir de Jacques Brel | 4:18  |
| 8.  | D-Elite                                               | | 1:42  |
| 9.  | Take His Life (featuring Tre Little)                  | She's a Star de Barry Manilow | 4:21  |
| 10. | Nickel Nine Is...                                     | I'll Live My Love for You de Millie Jackson                                                                                                  | 4:56  |
| 11. | Boom                                                  | | 3:56  |
| 12. | Soldier's Story                                       | Ha de Juvenile | 4:18  |
| 13. | Who Am I                                              | Living Inside Your Love d'Earl Klugh | 3:44  |
| 14. | Life (featuring Amerie)                               | | 5:20  |
| 15. | King of Kings                                         | Distant Land de Traci Lords | 4:06  |